# Sphodromantis gracilis
Sphodromantis gracilis är en bönsyrseart som beskrevs av Atilio Lombardo 1992. Sphodromantis gracilis ingår i släktet Sphodromantis och familjen Mantidae. Inga underarter finns listade i Catalogue of Life.